# Мартін Плюсс
Мартін Плюсс (нім. Martin Plüss; 5 квітня 1977, м. Бюлах, Швейцарія) — швейцарський хокеїст, центральний нападник. 
Вихованець хокейної школи ХК «Клотен». Виступав за ХК «Клотен», ХК «Фрелунда», «Берн».
В чемпіонатах Швейцарії — 546 матчів (165+236), у плей-оф — 95 матчів (29+40). В чемпіонатах Швеції — 195 матчів (66+70), у плей-оф — 36 матчів (7+4).
У складі національної збірної Швейцарії учасник зимових Олімпійських ігор 2002, 2006 і 2010 (15 матчів, 2+6); учасник чемпіонатів світу 1998, 1999, 2001, 2002, 2003, 2004, 2005, 2006, 2009, 2010 і 2011 (73 матчі, 23+18). У складі молодіжної збірної Швейцарії учасник чемпіонатів світу 1996 і 1997. У складі юніорської збірної Швейцарії учасник чемпіонату Європи 1995.
Брат: Бенні Плюсс.
Досягнення
- Чемпіон Швейцарії (1995, 1996, 2010, 2013, 2016).
- Чемпіон Швеції (2005).